# St. Paul (Krems an der Donau)

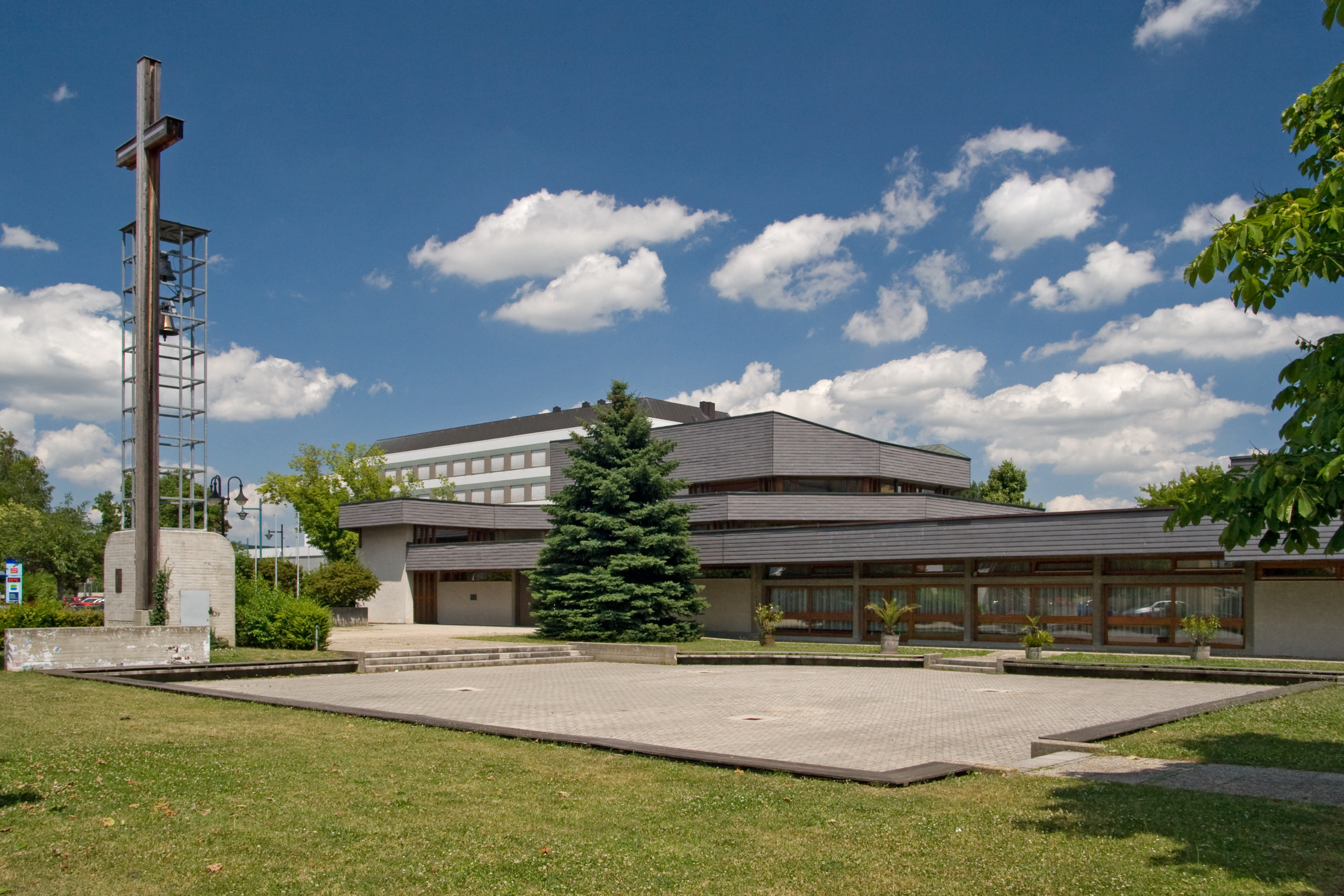
Pfarrzentrum St. Paul – Südwestansicht

Die Pfarrkirche St. Paul ist die römisch-katholische Kirche im Stadtteil Mitterau in Krems an der Donau.

## Geschichte
Die Diözese St. Pölten errichtete von 1963 bis 1968 eine damals so genannte Kirchliche Pädagogische Akademie im Stadtteil Mitterau; sie ist heute – als Campus Krems-Mitterau – einer der Standorte der Kirchlichen Pädagogischen Hochschule Wien/Krems. In der Hauskapelle der Akademie wurde von der Pfarre St. Veit mit Gemeindegottesdiensten begonnen und mit 1. Jänner 1974 wurde die eigene Pfarre St. Paul errichtet. Beim Architektenwettbewerb 1976 für Kirche und Pfarrzentrum erhielt der Architekt Josef Patzelt den 1. Preis und erhielt auch den Auftrag zur Ausführung. Mit Februar 1977 erfolgte der Spatenstich, die Grundsteinlegung am 25. Juni 1977 erfolgte durch Weihbischof Alois Stöger, die Gleichenfeier mit dem Abschluss des Rohbaues war am 15. Juni 1978. Beim Wettbewerb für die künstlerischen Ausgestaltung der Kirche konnte sich die Jury für keinen Künstler entscheiden, beauftragt wurde in Folge Günter Wolfsberger. Am 21. September 1980 wurde durch Bischof Franz Zak die Kirche geweiht und das Pfarrzentrum eröffnet.

## Kirche und Pfarrzentrum
Der Hauptkirchenraum ist auf den runden Hauptaltar zentriert, wobei die Bänke etwas so wie ein Halbkreis angeordnet sind. Die Sängerempore ist so angeordnet, dass der Chor als Teil der Gemeinde sichtbar bleibt. Der Hauptkirchenraum ist in unverputztes Mauerwerk, herben Beton und naturbelassenes Holz gehalten. Der Kirchenvorraum ist groß bemessen und dient auch als Vorraum der Zusammenkunftshalle des Pfarrzentrums. Die Werktagskirche, üblich zum Hauptkirchenraum mit einer mobilen Wand abgeschlossen, und geöffnet zum Hauptaltar ausgerichtet, war ursprünglich im Bodenniveau mit einer Höhendifferenz vorgesehen. Weil der Baugrund sich als ehemalige Mülldeponie herausstellte, wurde aus Kostengründen die Höhendifferenz aufgegeben. Auch der Glockenpfeiler wurde aus Kostengründen zurückgestellt und nur das Fundament ausgeführt. Die Sakristei und der Ministrantenraum sind bereits Teil des Pfarrzentrums, welches mit den meisten Räumen um einen Innenhof angeordnet wurde und eine Pfarrerwohnung und eine Kaplanswohnung beinhaltet.
An der Altarwand war von 1978 bis 2008 als Leihgabe ein frühbarocker Kruzifix, ein Schnitzwerk aus der Filialkirche in St. Johann im Mauerthale. Der kreisförmige Altar aus Sandstein entwarf Josef Patzelt. Günter Wolfsberger gestaltete Tabernakel und Ambo, sie ruhen auf im Querschnitt kreuzförmigen Säulen aus Bronze, der bronzene Taufbrunnen hat mittig eine aufsteigende Säule, welche die Osterkerze trägt, die Türgriffe der Portale zeigen christliche Symbole, wie Fisch und Brot, Kelch und göttliches Auge. Die Werktagskapelle beinhaltet eine Madonna mit Kind, wo die Erarbeitung und Herkunft um 1720 in Südtirol angenommen wird. Die Vorhalle beinhaltet eine Paulusstatue, welche der örtliche Weinhauer Harald Hagen nach einer Paulusstatue aus dem 16. Jahrhundert geschaffen hat, welche im Museum der Stadt Krems steht. Die eucharistischen Gefäße, Kelch und Hostienschale und Monstranz, Kustodia und zwei Ziborien schuf Michael Peschta aus Wien, Absolvent der Meisterklasse für Metallgestaltung von Professor Franz Hagenauer an der Hochschule für angewandte Kunst in Wien.
Die Orgel verfügt über 1296 Pfeifen in 20 Registern auf 2 Manualen und Pedal und wurde von Gregor Hradetzky aus Krems an der Donau errichtet, wobei die Aufstellung der Orgel dem Spieler einen optimalen Kontakt zum liturgischen Geschehen bietet. 1995 wurde aus Anlass der 1000-Jahr-Feier der Stadt Krems ein Kirchturm errichtet und auf dem Pfarrplatz St. Veit von der Glockengießerei Grassmayr aus Innsbruck unter freiem Himmel eine Glocke gegossen. 2005 wurde der Glockenturm verstärkt und eine zweite Glocke ergänzt.

## Bildergalerie

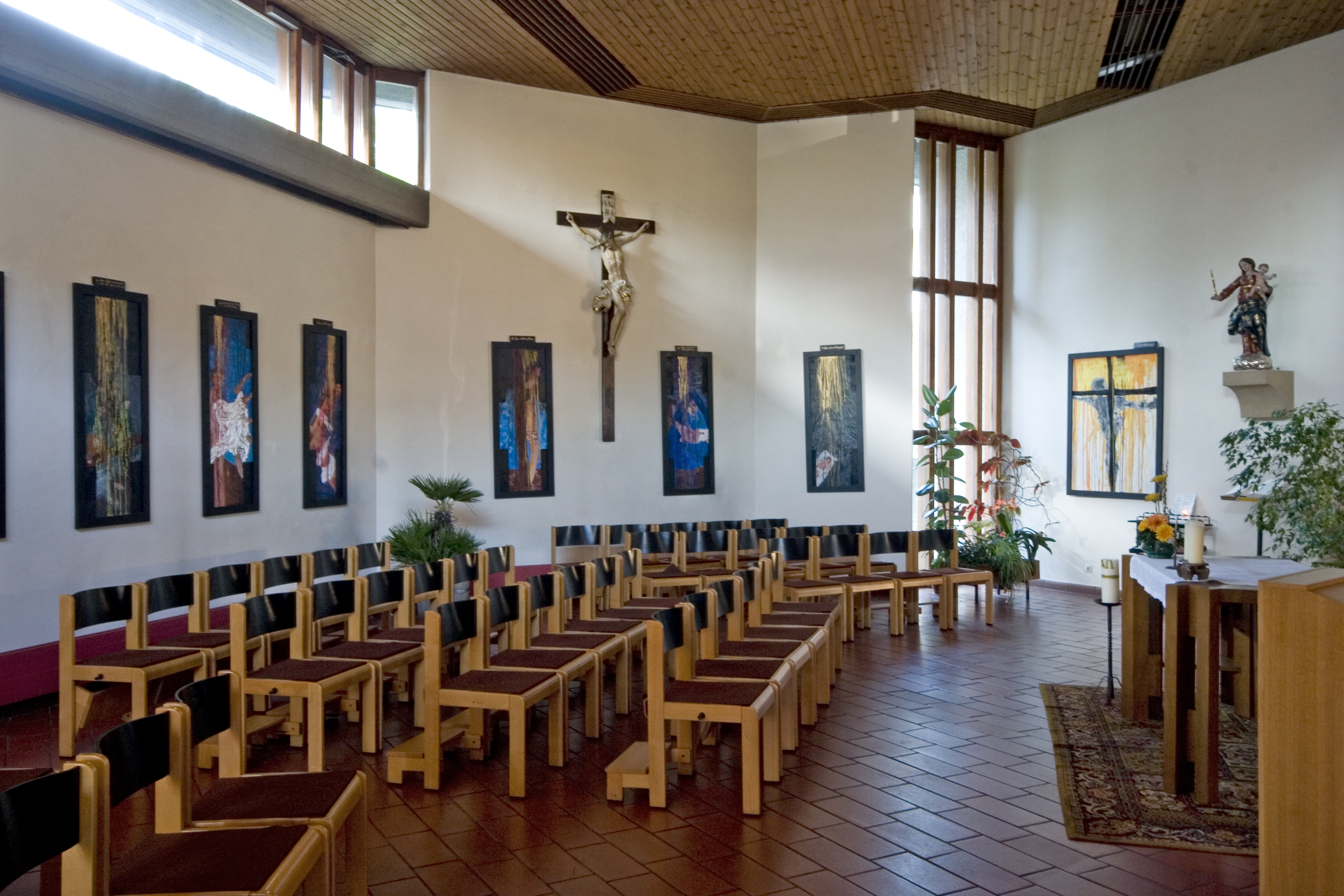
Werktagskapelle
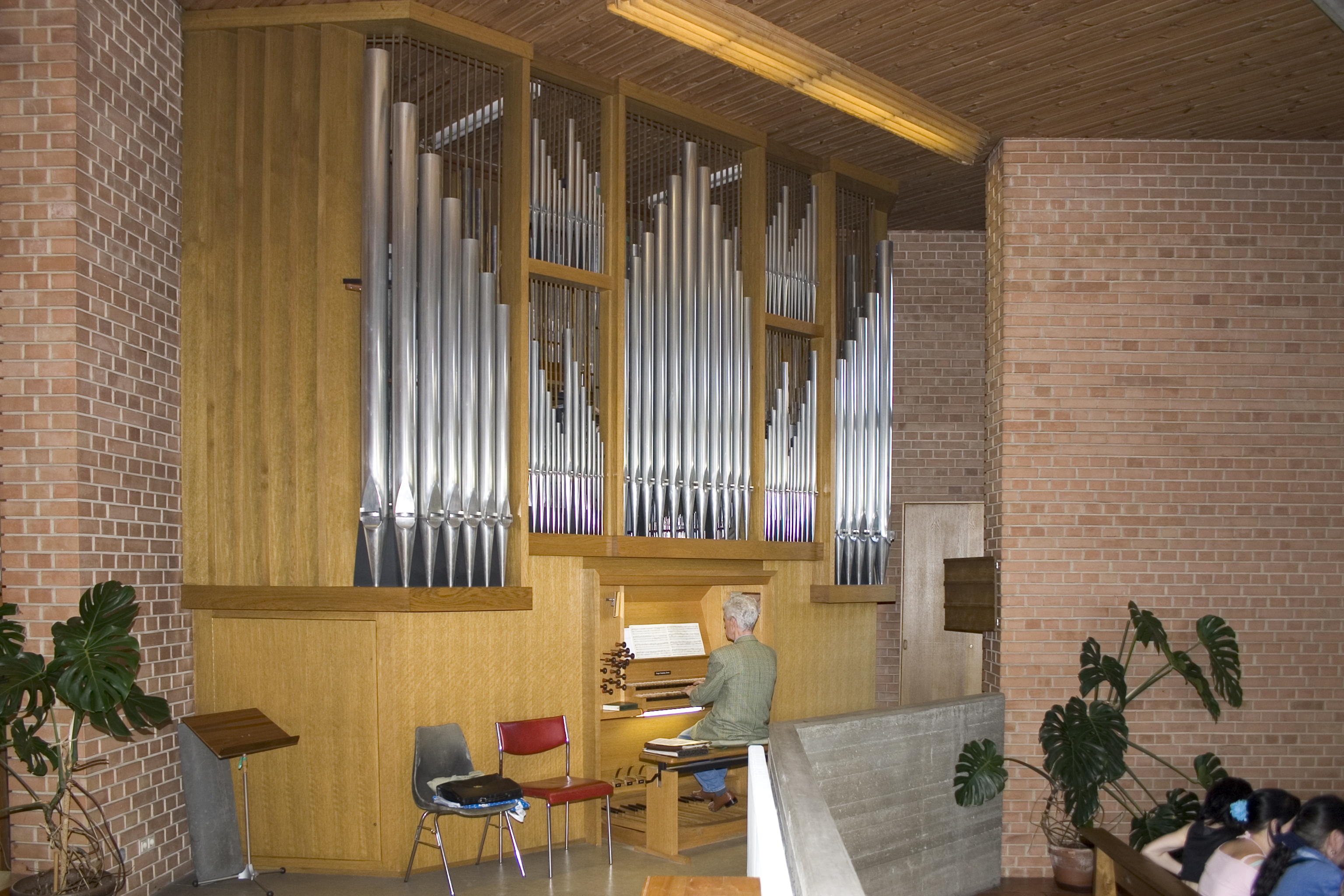
Die Orgel – errichtet von Orgelbau Gregor Hradetzky
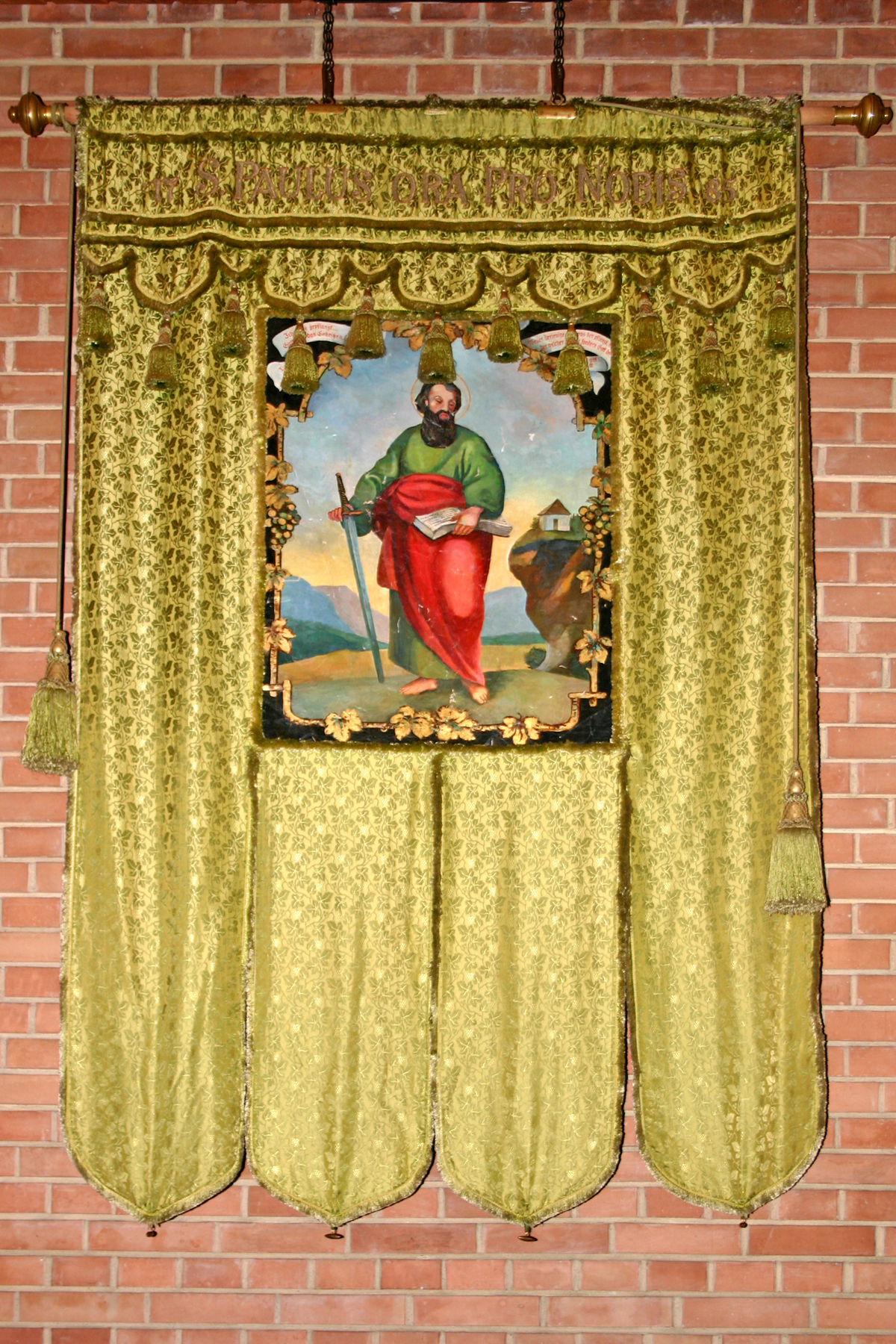
Zunftfahne der Kremser Hauerinnung von 1800
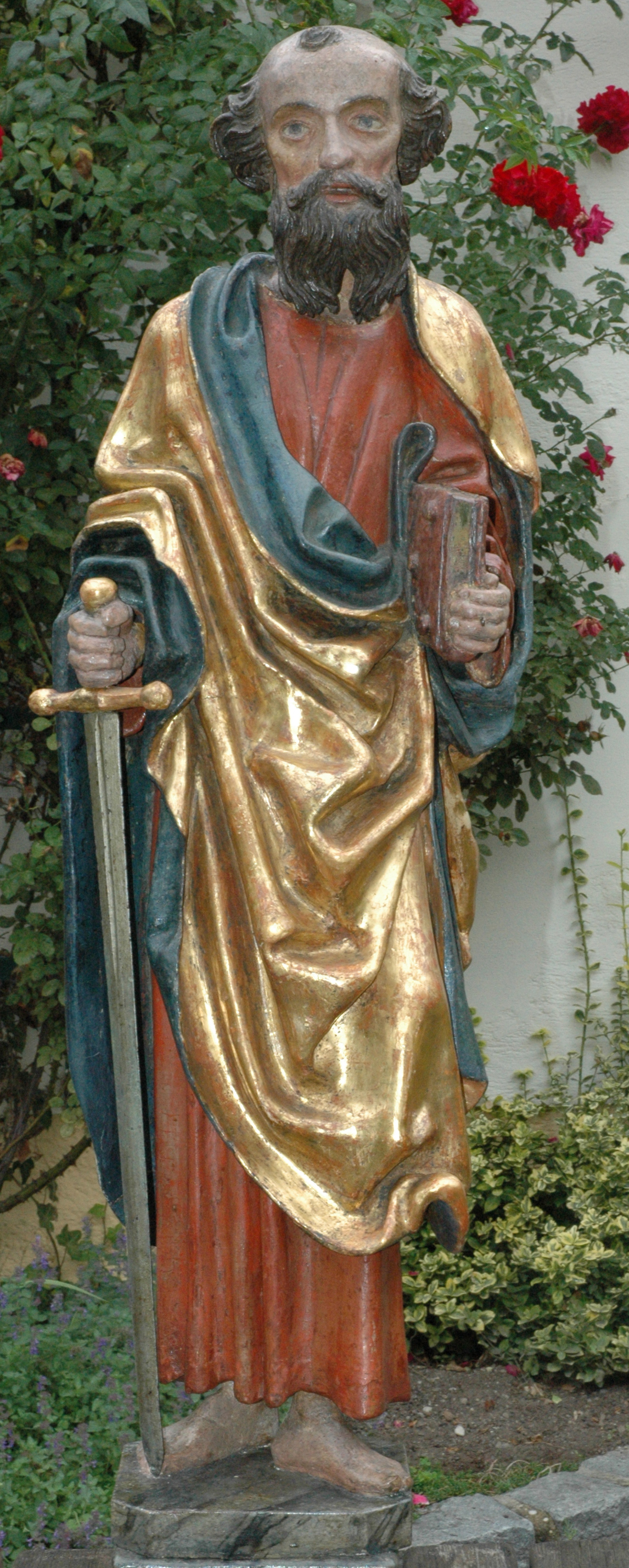
Paulusstatue der Kremser Hauerinnung – 16. Jh.